# Laurent Jalabert
Laurent Jalabert (født 30. november 1968) er en fransk tidligere professionel cykelrytter fra 1989 til 2002. Med kælenavnet "Jaja" (ordet er fransk slang for et glas vin, og da han drak en del vin i sin aktive karriere, blev navnet hængende pga. ligheden med hans navn), kæmpede han sig til sejr i mange en-dags- og etapeløb, og var nummer 1 i verden i 1990'erne.[kilde mangler] Selvom han aldrig vandt Tour de France, hvor han sagde, at han led for meget af højdesyge, vandt han dog Vuelta a España i 1995. Foruden førertrøjen vandt han både løbets sprintertrøje og bjergtrøjen i det samme løb.[kilde mangler] Jalabert er den kun anden rytter, der har gjort denne bedrift i et Grand Tour-løb.[kilde mangler] Desuden er han, sammen med Eddy Merckx,Djamolidine Abdoujaparov og Mark Cavendish den ene af fire ryttere, der har vundet pointklassementet i alle tre Grand Tour-løb.[kilde mangler]

## Biografi
Jalabert blev født i Mazamet i det sydlige centrale Frankrig. Byen har nu en gade opkaldt efter ham.
Han blev blev professionel med det franske Toshiba-hold i 1989 og etablerede hurtigt sig selv som en af de mest vovede sprintere i feltet. Han flyttede så til det spanske ONCE-hold under Manolo Saiz, hvor han fandt sig til rette som en all-rounder i stand til at vinde hvilket som helst en-dags- og Grand Tour-løb.
En katalysator i denne transformation fra sprinter til kaptajn var den frygtelige ulykke på målstregen i Tour de France 1994-etapen i Armentières. En politimand tog et skridt ind i det sprintende felt for at tage et billede af rytterne og blev ramt hårdt af flere af dem. Jalabert blev slynget ud i luften. Han fik flere alvorlige skader i ansigtet og lovede efterfølgende sin kone at ændre sin kørestil væk fra sprinter-typen, han var dengang.
Det tog kun kort tid for ham at lægge sprinter-stilen på hylden. I det følgende år vandt han under Vuelta a España 1995 både det generelle klassement, men også point- og bjergkonkurrencen. Han vandt verdensmesterskabet i enkeltstart i 1997, og var fransk mester i landevejsløb i 1998, da han tog initiativ til, at de spanske hold trak sig ud af Tour de France 1998 i protest mod den behandling, de fik af politiet under doping-skandalen. Dette forårsagede sure miner hos de franske cykelfans, og det tog mange år før de atter heppede på Jalabert. Han flyttede til Team CSC i 2001, hvor han nok engang vandt det franske publikums hjerte med en etapesejr i Tour de France 2001 den 14. juli, Bastilledagen. Han trak sig tilbage i 2002 for at kunne bruge mere tid med sin familie.

## Grand Tour-løb
Jalabert har vundet flere etaper af Tour de France, i de tidlige dage som sprinter, hvor han vandt den grønne pointtrøje to gange, og senere som en klatrer, hvor han vandt den prikkede bjergtrøje ligeledes to gange. Hans mindeværdige sejre på Bastilledagen i Tour de France i 1995 og 2001 sikrede ham en plads i de franske cykelfans' hjerter.[kilde mangler] Trods hans karrieres start som en af de bedste sprintere i feltet, fik hans styrt på Tour de France-etapen i Armentières i 1994 ham til at genfinde sig selv som en all-rounder med den nødvendige udholdenhed til at vinde Grand Tour-løb som Vuelta a España, eller mindre etapeløb som Paris-Nice.
I 1990'erne dominerede han de spanske etapeløb som en del af det mægtige ONCE-hold under Manolo Saiz. Duetten, bestående af ham selv og Alex Zülle, var en konstant trussel mod de andre holds ambitioner i Vueltaen, hvor de indbyrdes skiftedes til af vinde etaper, den samlede stilling og bjergkonkurrencen.[kilde mangler] ONCE-holdets styrke, med blandt andre Johan Bruyneel (senere sportsdirektør på Discovery Channel Pro Cycling Team) og Neil Stephens betød at de var i stand til at kontrollere løb fra start til slut.[kilde mangler]
Foruden Eddy Merckx og Tony Rominger er han den eneste cykelrytter, der har præsteret en "trifecta" [kilde mangler]på Grand Tour-niveau, da han vandt alle tre trøjer (den samlede stilling, point- og bjergkonkurrencen) i Vuelta a España i 1995.
Jalabert er kendt for sin sportsmanship. I 1995-Vueltaen tillod han Bert Dietz fra Team Telekon – der havde været i soloudbrud i mange kilometer – at tage etapesejren på Sierre Nevadas top, selvom han havde fanget ham inden for de sidste kilometer. "Jeg troede aldrig, vi ville fange ham, og da jeg så, at han var ved at give slip, synes jeg det var synd for ham. Jeg ville vise, at det ikke er sandt, at jeg vil vinde det hele. Mit mål er at vinde Spanien Rundt," sagde han.
Da Vueltaen blev flyttet til september var Jalabert endelig i stand til at deltage i forårsklassikerne, og de mindre etapeløb som Paris-Nice. Han vandt etaper og samlede stillinger mange gange.[kilde mangler]

## En-dagsløb
Jalaberts trofærum indeholder to af cykelsportens fem "monumenter": Milano-Sanremo i 1995[kilde mangler] og Lombardiet Rundt i 1997.[kilde mangler] Han vandt også La Flèche Wallonne to gange i 1995[kilde mangler] og 1997[kilde mangler], og Clásica de San Sebastián to gange i 2001[kilde mangler] og 2002.[kilde mangler] Bemærkelsesværdigt[kilde mangler] er det dog, at han aldrig har vundet verdensmesterskabet i landevejsløb, selvom han blev toer i 1992 efter Gianni Bugno fra Italien. Dog vandt han verdensmesterskabet i enkeltstart i 1997.[kilde mangler] Han vandt også prisen som den mest aggressive rytter i Tour de France i 2001[kilde mangler] og 2002.[kilde mangler]

## Pension
Efter sin tilbagetrækning arbejdede Jalabert som konsulent for LOOK cykler og deltog i udviklingen af deres nye serie af cykelstel. Han er også kommentator for tv-kanalerne France 2 og 4, de nationale stationer, ofte fra en motorcykel på selve ruten. I 2005 løb han New York Marathon, som han gennemførte på 2 timer, 55 minutter og 39 sekunder, hvilket rakte til en 391. plads i et felt på 36.894 . Han bor med sin kone Silvie i en forstad til Geneve i Schweiz, tæt på den franske grænse. Han bror, Nicolas, der ofte kørte cykelløb med ham, fortsatte med sin karriere efter Jalaberts pension.
I januar 2007 deltog Jalabert i en ultra-udholdenheds triathlon, Ironman Schweiz. Han sluttede i tiden 9 timer og 12 minutter.